# امیر طاهر
امیر طاهر (زادهٔ ‎۳ شهریور ۱۳۷۸) یک بازیکن فوتبال اهل ایران است که در پست مدافع برای باشگاه فوتبال فجر سپاسی بازی می‌کند.

## افتخارات

### باشگاهی

#### مس کرمان
- لیگ آزادگان
  - نایب‌قهرمان (۱): ۱۴۰۱–۱۴۰۰